# Liste der Stolpersteine in Müllheim im Markgräflerland
Die Stolpersteine in Müllheim im Markgräflerland sind Teil eines europaweiten Projekts des Künstlers Gunter Demnig. Dabei handelt es sich um Mahnmale, die an das Schicksal der Menschen erinnern sollen, die in Müllheim gewohnt und von den Nationalsozialisten deportiert und unter anderem in Konzentrationslagern und Vernichtungslagern ermordet wurden. Die ersten von insgesamt 25 Steinen wurden feierlich am 8. April 2006 verlegt, die letzten am 30. Juni 2006.
Das Buch »Stolpersteine in Müllheim« dokumentiert alle Stolpersteine, ihre Lage und die Personen, an die sie gedenken.

## Verlegte Stolpersteine
Die Tabelle ist teilweise sortierbar; die Grundsortierung erfolgt alphabetisch nach dem Familiennamen.
| Stolperstein | Inschrift | Verlegeort      | Name, Leben                                                                                                |
| ------------ | --- | --------------- | --- |
|              | JÜDISCHES GEMEINDEHAUS 1928 - 1939 GHETTOHAUS 1939-1940                                                            | Hauptstraße 113 | Jüdisches Gemeindehaus diente von 1939 bis 1940 als Ghettohaus für Juden, die deportiert werden sollten.   |
|              | HIER STAND DIE SYNAGOGE ERBAUT 1852 GESCHÄNDET 1938 ABGERISSEN 1968                                                | Hauptstraße 94  | Synagoge Müllheim wurde 1862 errichtet, 1938 im Rahmen der Novemberpogrome geschändet und 1968 abgerissen. |
|              | HIER WOHNTE KANTOR JACOB ALPEROWITZ JG. 1883 VERHAFTET 1938 KZ DACHAU MISSHANDELT FLUCHT 1939 PALÄSTINA TOT 1944   | Hauptstraße 113 | Jacob Alperowitz (1883-1944)                                                                               |
|              | HIER WOHNTE FRIEDA BERNHEIM GEB. GÜNZBURGER JG. 1879 TOT 4.4.1936                                                  | Hauptstraße 118 | Frieda Bernheim geb. Günzburger (1879-1936)                                                                |
|              | HIER WOHNTE LEO BERNHEIM JG. 1871 TOT 1.5.1931                                                                     | Hauptstraße 118 | Frieda Bernheim (1871-1931)                                                                                |
|              | HIER WOHNTE MAX BERNHEIM JG. 1919 FLUCHT 1936 DÄNEMARK 1943 SCHWEDEN ÜBERLEBT                                      | Hauptstraße 118 | Max Bernheim (1919-)                                                                                       |
|              | HIER WOHNTE SOPHIE BERNHEIM JG. 1903 DEPORTIERT 1940 GURS ERMORDET IN AUSCHWITZ                                    | Hauptstraße 118 | Sophie Bernheim (1903-)                                                                                    |
|              | HIER WOHNTE ISAAK GÜNZBURGER JG. 1884 DEPORTIERT 1942 IZBICA ERMORDET 1942                                         | Hauptstraße 121 | Isaak Günzburger (1886-1942)                                                                               |
|              | HIER WOHNTE HILDE KAHN GEB. GÜNZBURGER JG. 1887 DEPORTIERT 1940 GURS ERMORDET 1942 AUSCHWITZ                       | Gällelegässle · | Hilde Kahn geb. Günzburger (1887-1942)                                                                     |
|              | HIER WOHNTE SIEGFRIED KAHN JG. 1884 DEPORTIERT 1940 GURS ERMORDET 1942 AUSCHWITZ                                   | Gällelegässle · | Siegfried Kahn (1884-1942)                                                                                 |
|              | HIER WOHNTE ARTHUR MEIER JG. 1912 DEPORTIERT ERMORDET 1942 IN AUSCHWITZ                                            | Hauptstraße 37  | Arthur Meier (1912-1942)                                                                                   |
|              | HIER WOHNTE IDA MEIER JG. 1887 FREITOD NOVEMBER 1938                                                               | Badstraße 6 ·   | Ida Meier (1887-1938)                                                                                      |
|              | HIER WOHNTE LEOPOLD ALFRED MEIER JG. 1905 FLUCHT 1935 SCHWEIZ - FRANKREICH LAGER DRANCY ERMORDET 1942 IN AUSCHWITZ | Hauptstraße 73  | Leopold Alfred Meier (1905-1942)                                                                           |
|              | HIER WOHNTE JULIUS MOSES JG. 1892 FLUCHT FRANKREICH LAGER DRANCY ERMORDET 1943 IN MAJDANEK                         | Hauptstraße 109 | Julius Moses (1892-1943)                                                                                   |
|              | HIER WOHNTE MINA MOSES JG. 1890 FLUCHT 1935 FRANKREICH LAGER DRANCY ERMORDET 1942 IN AUSCHWITZ                     | Hauptstraße 109 | Julius Moses (1890-1942)                                                                                   |
|              | HIER WOHNTE REBEKKA MOSES GESCH. DREYFUS JG. 1881 LEBTE IN FRANKREICH LAGER DRANCY ERMORDET 1944 IN AUSCHWITZ      | Hauptstraße 109 | Rebekka Moses (1881-1944)                                                                                  |
|              | HIER WOHNTE FRITZ SCHALLER JG. 1880 AUSGEWIESEN 1934 POLEN / LEMBERG VERHAFTET ERSCHOSSEN 15.11.1941               | Hauptstraße 79  | Fritz Schaller (1880-1941)                                                                                 |
|              | HIER WOHNTE IRMGARD SCHALLER JG. 1923 AUSGEWIESEN 1934 POLEN / LEMBERG TOT 1938                                    | Hauptstraße 79  | Irmgard Schaller (1923-1938)                                                                               |
|              | HIER WOHNTE JEANETTE SCHWAB JG. 1875 DEPORTIERT 1942 ERMORDET IN RIGA                                              | Werderstraße 3  | Jeanette Schwab (1875-1944)                                                                                |
|              | HIER WOHNTE REBEKKA MOSES JG. 1888 FLUCHT 1936 FRANKREICH LAGER DRANCY ERMORDET 1942 IN AUSCHWITZ                  | Hauptstraße 109 | Samuel Moses (1888-1942)                                                                                   |
|              | HIER WOHNTE ROSA 'RENIE' WOLFF GEB. MEIER JG. 1890 DEPORTIERT ERMORDET 1942 AUSCHWITZ                              | Badstraße 6 ·   | Rosa ‘Renle’Wolff geb. Meier (1887-1938)                                                                   |
|              | HIER WOHNTE CARRY ZIVI GEB. HEIMAN JG. 1885 DEPORTIERT GURS/DRANCY ERMORDET IN AUSCHWITZ                           | Hauptstraße 91  | Carry Zivi geb. Heiman (1885-1940/45)                                                                      |
|              | HIER WOHNTE HELENE ZIVI JG. 1878 DEPORTIERT THEREISENSTADT ERMORDET 21.1.1943                                      | Hauptstraße 61  | Helene Zivi (1878-1943), Schwester von Hermann Zivi                                                        |
|              | HIER WOHNTE JOSEF ZIVI JG. 1868 DEPORTIERT THEREISENSTADT ERMORDET 21.1.1943                                       | Hauptstraße 61  | Josef Zivi (1868-1943), Bruder von Hermann Zivi                                                            |
|              | HIER WOHNTE MATHILDE ZIVI JG. 1884 DEPORTIERT 1940 GURS ERMORDET IN AUSCHWITZ                                      | Kirchgasse 4    | Mathilde Zivi (1884-1940/45)                                                                               |